# المجمع العالمي لأهل البيت
المجمع العالمي لأهل البيت منظمة عالمية شيعية غير حكومية تعنى بنشر معارف أهل البيت وترسيخ الوحدة الإسلامية والعمل على رفع المستوى الفكري والثقافي والتعليمي، والاجتماعي لأتباع مدرسة أهل البيت، وقد أسسه قائد الثورة الإسلامية في إيران آية الله علي خامنئي عام 1990م، ويرأسه حالياً الشيخ رضا رمضاني.

## أهداف المجمع
أعلن البيان الصادر عن المجمع أهداف التاسيس كالتالي:
1. دعوة الناس للإيمان بالله وحده، وإحياء الإسلام المحمدي الأصيل ونشر ثقافته ومعارفه، والدفاع عن حرمة القرآن الكريم وسنة النبي الأكرم (ص) وأهل البيت.
2. تدعيم عرى الوحدة بين أبناء الأمّة الإسلامية، لا سيما بين أتباع مدرسة أهل البيت.
3. دعم المسلمين في العالم والدفاع عن حقوقهم وعن مكانة أتباع أهل البيت.
4. مكافحة الفقر والجوع والمحاولة لإيجاد السلام الدولي، توسعة الأسس المادية والمعنوية لأتباع أهل البيت في العالم والمساعدة علي تنمية الوضع الفكري والثقافي والتعليمي والاجتماعي لأتباع أهل البيت.
5. بث روح الأمل في كافة البشر والدعوة الشاملة للدعاء لأجل ظهور منقذ البشرية والمصلح الموعود.
6. إبعاد أتباع أهل البيت عن دائرة الظلم الإعلامي الذي يقع عليهم والعمل على إنقاذهم من الحرمان العلمي.

## النشاط الثقافي
للمجمع نشاط ثقافي واسع في العالم الإسلامي، ويتمركز نشاطه حول ثقافة وفكر أهل البيت عليهم السلام وذلك من خلال:
1. عقد الندوات والمؤتمرات.
2. طباعة وتحقيق وتأليف ونشر الكتب والمجلات المفيدة.
3. الحضور في الندوات الثقافية العالمية أمثال معارض الكتاب.
4. الموقع الإلكتروني على الإنترنت.
5. دعم المؤسسات والمراكز الثقافية.[1]
6. موقع رهنما الإلکتروني | بوابة أهل البيت

## الجمعية العامة
الجمعية العامة كيان يتكون من مجموعة من النخب، والمثقفين والمفكرين من أتباع أهل البيت من جميع أنحاء العالم. ويرتبط أعضاء هذه الجمعية وبشكل مستمر بالمجمع العالمي لأهل البيت ويلتقي أعضاء الجمعية العامة فيما بينهم كل أربع سنوات عند انعقاد الجمعية العامة.

## المجلس الأعلى للمجمع العالمي لأهل البيت
المجلس الأعلى للمجمع العالمي لأهل البيت هي شوري متكونة من مجموعة من الأعضاء الذين يتم اختيارهم من بين أعضاء الجمعية العامة ويقع علي عاتق هذه الشوري مسؤولية المصادقة علي الخطوط العامة، وتقنين البرامج، وتحديد ميزانية المجمع العالمي لأهل البيت وكذا الإشراف علي مجالاتها التنفيذية.
عدد من أعضاء المجلس الأعلى:
1. عبد الله الجوادي الآملي؛
2. إبراهيم الأميني النجف آبادي؛
3. محمود الهاشمي الشاهرودي؛
4. محمد تقي مصباح اليزدي؛
5. محسن المجتهد الشبستري؛
6. الدكتور علي أكبر ولايتي؛
7. قربانعلي النجف آبادي؛
8. الشيخ محسن الأراكي؛
9. الدكتور مهدي الهادوي الطهراني؛
10. أحمد الخاتمي؛
11. ابوالحسن النواب؛
12. محمود محمدي العراقي؛
13. الدكتور علي رضا الأعرافي؛
14. محمد حسين فضل الله من لبنان؛
15. الشيخ عيسى أحمد قاسم من البحرين؛
16. محمد آصف محسني من أفغانستان؛
17. ساجد علي النقوي من باكستان؛
18. محمد مھدي الآصفي من العراق؛
19. الدكتور عبد الهادي الفضلي من السعودية؛
20. حسن نصرالله من لبنان؛
21. مرتضي مرتضي من أفريقيا الجنوبية؛
22. الشيخ نبيل الحلباوي من سوريا؛
23. محمد علي محسن تقوي من الهند

وهناك بعض الشخصيات القانونية تتم عضويتهم في الهيئة العليا بصفتهم القانونية:
1. محمد حسن اختري الأمين العام للمجمع العالمي لأهل البيت؛
2. حسن حمادة (ممثل السيد حسن نصر الله من لبنان)؛
3. الدكتور مهدي مصطفوي (الرئيس الأسبق لرابطة الثقافة والعلاقات الإسلامية)؛
4. الدكتور محمد باقر خرمشاد (الرئيس السابق لرابطة الثقافة والعلاقات الإسلامية).

## الأمين العام
يعدّ الأمين العام أرفع شخصية تنفيذية في المجمع العالمي لأهل البيت ويتم انتخابه من قبل الهيئة العليا للمجمع العالمي.
تناوب إلى اليوم أربعة أمناء عامين لإدارة المجمع العالمي لأهل البيت منذ يوم التأسيس؛ وهم كل من:
1. الشيخ محمد علي التسخيري؛ من سنة 1990 وإلي سنة 1999
2. الدكتور علي أكبر ولايتي (وزير الخارجية الأسبق لإيران)؛ من سنة 1999 وإلي سنة 2002.
3. الشيخ محمد مهدي الآصفي (ممثل المجمع الحالي في العراق)؛ من سنة 2002 وإلي سنة 2004.
4. الشيخ محمد حسن أختري؛ من سنة 2004 حتى 2019.
5. الشيخ رضا رمضاني، من سنة 2019 وإلى يومنا هذا.

## وصلات خارجية
- المجمع العالمي لأهل البيت
- موقع رهنما الإلكتروني